# Tobolsk
Tobolsk (în rusă Тобольск) este un oraș în Regiunea Tiumen din Federația Rusă și are o populație de 92.880 locuitori. Localitatea are statut de oraș din anul 1590.

## Personalități născute aici
- Dimitri Mendeleev (1834 - 1907), chimist.